# Oblast Chmelnyzkyj
Die Oblast Chmelnyzkyj (ukrainisch Хмельницька область Chmelnyzka oblast) ist eine Verwaltungseinheit der Ukraine im Westen bzw. Südwesten des Landes, ohne Grenze zum Ausland. Sie hat 1.243.787 Einwohner (Anfang 2021; de facto).

## Geographie
Im Westen grenzt die Oblast an die Oblast Ternopil, im Norden an die Oblast Riwne und im Osten an die Oblaste Schytomyr und Winnyzja sowie im Süden an die Oblast Tscherniwzi.
In der Oblast entspringt der Südliche Bug. Der Dnister bildet die gesamte Südgrenze zur Oblast Tscherniwzi. Nördlich der Bezirkshauptstadt durchstreift der Fluss Slutsch die Oblast von West nach Ost. Höchster Berg der Oblast ist der 409 m hohe Welyka Buhajicha im Westen der Oblast.
Die Oblast dehnt sich von West nach Ost 120 km, von Nord nach Süd 220 km aus. Durch die Oblast verlaufen wichtige Eisenbahnstrecken und Fernstraßen. In Bezug auf die Bevölkerungsgröße nimmt die Oblast den zwölften Rang ein.
Folgende Kfz-Kennzeichen sind in der Oblast üblich: BX, HX.

## Geschichte
Die Oblast entstand am 22. September 1937 aus 33 im westlichen Teil der bis dahin schon existierenden Oblast Winnyzja gelegenen Rajonen und trug zunächst den Namen Oblast Kamjanez-Podilskyj, da das Verwaltungszentrum in der gleichnamigen Stadt im Süden der Oblast lag. Am 15. März 1941 wurde dieses nach Proskuriw verlegt, wobei der alte Name der Oblast bestehen blieb. Erst mit der Umbenennung des Verwaltungszentrums Proskuriw in Chmelnyzkyj 1954 erhielt auch die Oblast ihre heutige Bezeichnung.
Folgende Rajone (mit ihren gleichnamigen Zentren) waren neben den Städten Kamjanez-Podilskyj, Proskuriw (heute Chmelnyzkyj) und Schepetiwka bei der Gründung der Oblast 1937 Teil des Oblastgebietes:
- Antoniny
- Basalija
- Beresdiw
- Deraschnja
- Dunajiwzi
- Horodok
- Hryziw
- Isjaslaw
- Jampil
- Krassyliw
- Letytschiw
- Ljachiwzi (ab 1946 Bilohirja)
- Medschybisch
- Mychalpol (ab 1946 Mychajliwka)
- Mynkiwzi
- Nowa Uschyzja
- Orynyn
- Ostropil (heute Staryj Ostropil)
- Pluschne
- Polonne
- Sataniw
- Satonsk (seit 1938 Winkiwzi)
- Slawuta
- Smotrytsch
- Solobkiwzi
- Stara Synjawa
- Stara Uschyzja
- Starokostjantyniw
- Teofipol
- Tschemeriwzi
- Tschornyj Ostriw
- Wolotschysk
- Wowkowynzi

## Größte Städte und Siedlungen
Hauptstadt der Oblast ist die am Südlichen Bug gelegene gleichnamige Stadt Chmelnyzkyj.
| Stadt                                                                                     | Ukrainischer Name     | Russischer Name    | Einwohner 1. Januar 2021 |
| ----------------------------------------------------------------------------------------- | --------------------- | ------------------ | ------------------------ |
| Chmelnyzkyj                                                                               | Хмельницький          | Хмельницкий        | 274.582                  |
| Kamjanez-Podilskyj                                                                        | Камьянець-Подільський | Каменец-Подольский | 097.908                  |
| Schepetiwka                                                                               | Шепетівка             | Шепетовка          | 040.802                  |
| Netischyn                                                                                 | Нетішин               | Нетешин            | 036.661                  |
| Slawuta                                                                                   | Славута               | Славута            | 035.068                  |
| Starokostjantyniw                                                                         | Старокостянтинів      | Староконстантинов  | 034.232                  |
| Polonne                                                                                   | Полонне               | Полонное           | 020.471                  |
| Krassyliw                                                                                 | Красилів              | Красилов           | 018.583                  |
| Wolotschysk                                                                               | Волочиськ             | Волочиск           | 018.474                  |
| Isjaslaw                                                                                  | Ізяслав               | Изяслав            | 016.162                  |
| Horodok                                                                                   | Городок               | Городок            | 015.835                  |
| Dunajiwzi                                                                                 | Дунаївці              | Дунаевцы           | 015.799                  |
| Letytschiw                                                                                | Летичів               | Летичев            | 010.183                  |
| Deraschnja                                                                                | Деражня               | Деражня            | 009.917                  |
| Jarmolynzi                                                                                | Ярмолинці             | Ярмолинцы          | 007.263                  |
| Poninka                                                                                   | Понінка               | Понинка            | 006.981                  |
| Teofipol                                                                                  | Теофіполь             | Теофиполь          | 006.377                  |
| Winkiwzi                                                                                  | Віньківці             | Виньковцы          | 006.064                  |
| Bilohirja                                                                                 | Білогір’я             | Белогорье          | 005.188                  |
| Stara Synjawa                                                                             | Стара Синява          | Старая Синява      | 005.174                  |
| Tschemeriwzi                                                                              | Чемерівці             | Чемеровцы          | 005.137                  |
| Quellen: Ukrainisches Amt für Statistik, Seiten 44, 45 und Sekundärquelle City Population |                       |                    |                          |

## Administrative Unterteilung
Die Oblast Chmelnyzkyj ist verwaltungstechnisch in 3 Rajone unterteilt; bis zur großen Rajonsreform am 18. Juli 2020 war sie in 20 Rajone sowie 6 direkt der Oblastverwaltung unterstehende (rajonfreie) Städte unterteilt. Dies waren die Städte Kamjanez-Podilskyj, Netischyn, Schepetiwka, Slawuta, Starokostjantyniw sowie das namensgebende Verwaltungszentrum der Oblast, die Stadt Chmelnyzkyj.

### Rajone der Oblast Chmelnyzkyj mit deren Verwaltungszentren
| Rajone der Oblast Chmelnyzkyj | Rajone der Oblast Chmelnyzkyj                        | Rajone der Oblast Chmelnyzkyj | Rajone der Oblast Chmelnyzkyj                                                                                             |
| Deutsche Bezeichnung          | Ukrainische Bezeichnung                              | Verwaltungszentrum            | Weitere frühere (bis 2020) Rajonzentren und rajonfreie Städte                                                             |
| ----------------------------- | ---------------------------------------------------- | ----------------------------- | --- |
| Rajon Chmelnyzkyj             | Хмельницький район Chmelnyzkyj rajon                 | Chmelnyzkyj (Stadt)           | Deraschnja, Horodok, Jarmolynzi, Krassyliw, Letytschiw, Stara Synjawa, Starokostjantyniw, Teofipol, Winkiwzi, Wolotschysk |
| Rajon Kamjanez-Podilskyj      | Кам'янець-Подільський район Kamjanez-Podilskyj rajon | Kamjanez-Podilskyj (Stadt)    | Dunajiwzi, Nowa Uschyzja, Tschemeriwzi                                                                                    |
| Rajon Schepetiwka             | Шепетівський район Schepetiwskyj rajon               | Schepetiwka (Stadt)           | Bilohirja, Isjaslaw, Netischyn, Polonne, Slawuta                                                                          |

Bis 2020 gab es folgende Rajonsaufteilung:

Karte der Rajone und rajonfreien Städte der Oblast (bis 2020)

| Rajone der Oblast Chmelnyzkyj bis 2020 | Rajone der Oblast Chmelnyzkyj bis 2020                  | Rajone der Oblast Chmelnyzkyj bis 2020    | Rajone der Oblast Chmelnyzkyj bis 2020 |
| Deutsche Bezeichnung                   | Ukrainische Bezeichnung                                 | Verwaltungszentrum                        | 2020 (überwiegend) aufgegangen in      |
| -------------------------------------- | ------------------------------------------------------- | ----------------------------------------- | -------------------------------------- |
| Rajon Bilohirja                        | Білогірський район Bilohirskyj rajon                    | Bilohirja (Siedlung städtischen Typs)     | Rajon Schepetiwka                      |
| Rajon Chmelnyzkyj                      | Хмельницький район Chmelnyzkyj rajon                    | Chmelnyzkyj (Stadt)                       | Rajon Chmelnyzkyj                      |
| Rajon Deraschnja                       | Деражнянський район Deraschnjanskyj rajon               | Deraschnja (Stadt)                        | Rajon Chmelnyzkyj                      |
| Rajon Dunajiwzi                        | Дунаєвецький район Dunajewezkyj rajon                   | Dunajiwzi (Stadt)                         | Rajon Kamjanez-Podilskyj               |
| Rajon Horodok                          | Городоцький район Horodozkyj rajon                      | Horodok (Stadt)                           | Rajon Chmelnyzkyj                      |
| Rajon Isjaslaw                         | Ізяславський район Isjaslawskyj rajon                   | Isjaslaw (Stadt)                          | Rajon Schepetiwka                      |
| Rajon Jarmolynzi                       | Ярмолинецький район Jarmolynezkyj rajon                 | Jarmolynzi (Siedlung städtischen Typs)    | Rajon Chmelnyzkyj                      |
| Rajon Kamjanez-Podilskyj               | Кам'янець-Подільський район Kamjanez-Podilskyj rajon    | Kamjanez-Podilskyj (Stadt)                | Rajon Kamjanez-Podilskyj               |
| Rajon Krassyliw                        | Красилівський район Krassyliwskyj rajon                 | Krassyliw (Stadt)                         | Rajon Chmelnyzkyj                      |
| Rajon Letytschiw                       | Летичівський район Letytschiwskyj rajon                 | Letytschiw (Siedlung städtischen Typs)    | Rajon Chmelnyzkyj                      |
| Rajon Nowa Uschyzja                    | Новоушицький район Nowouschyzkyj rajon                  | Nowa Uschyzja (Siedlung städtischen Typs) | Rajon Kamjanez-Podilskyj               |
| Rajon Polonne                          | Полонський район Polonskyj rajon                        | Polonne (Stadt)                           | Rajon Schepetiwka                      |
| Rajon Schepetiwka                      | Шепетівський район Schepetiwskyj rajon                  | Schepetiwka (Stadt)                       | Rajon Schepetiwka                      |
| Rajon Slawuta                          | Славутський район Slawutskyj rajon                      | Slawuta (Stadt)                           | Rajon Schepetiwka                      |
| Rajon Stara Synjawa                    | Старосинявський район Starosynjawskyj rajon             | Stara Synjawa (Siedlung städtischen Typs) | Rajon Chmelnyzkyj                      |
| Rajon Starokostjantyniw                | Старокостянтинівський район Starokostjantyniwskyj rajon | Starokostjantyniw (Stadt)                 | Rajon Chmelnyzkyj                      |
| Rajon Teofipol                         | Теофіпольський район Teofipolskyj rajon                 | Teofipol (Siedlung städtischen Typs)      | Rajon Chmelnyzkyj                      |
| Rajon Tschemeriwzi                     | Чемеровецький район Tschemerowezkyj rajon               | Tschemeriwzi (Siedlung städtischen Typs)  | Rajon Kamjanez-Podilskyj               |
| Rajon Winkiwzi                         | Віньковецький район Winkowezkyj rajon                   | Winkiwzi (Siedlung städtischen Typs)      | Rajon Chmelnyzkyj                      |
| Rajon Wolotschysk                      | Волочиський район Wolotschysk                           | Wolotschysk (Stadt)                       | Rajon Chmelnyzkyj                      |

## Demographie
| Jahr      | 1959      | 1970      | 1979      | 1989      | 1995      | 1998      | 2001      | 2005      | 2008      | 2012      | 2014      | 2021      |
| --------- | --------- | --------- | --------- | --------- | --------- | --------- | --------- | --------- | --------- | --------- | --------- | --------- |
| Einwohner | 1.611.412 | 1.615.373 | 1.556.023 | 1.527.114 | 1.517.000 | 1.484.400 | 1.430.775 | 1.388.038 | 1.350.303 | 1.320.171 | 1.306.992 | 1.243.787 |

| Nationalität | Einwohner | 1989 (%) | 2001 (%) | Veränderung (%) |
| ------------ | --------- | -------- | -------- | --------------- |
| Ukrainer     | 1.339.300 | 90,4     | 93,9     | 0−2,6 %         |
| Russen       | 0.050.700 | 05,8     | 03,6     | −42,4 %         |
| Polen        | 0.023.000 | 02,4     | 01,6     | −37,3 %         |
| Weißrussen   | 0.002.700 | 00,3     | 00,2     | −40,8 %         |

| Muttersprache | 1989 (%) | 2001 (%) |
| ------------- | -------- | -------- |
| Ukrainisch    | 91,3     | 95,2     |
| Russisch      | 08,0     | 04,1     |